# 能美市立寺井中学校
能美市立寺井中学校（のみしりつ てらいちゅうがっこう）は、石川県能美市寺井町にある公立中学校。

## 沿革
- 1947年（昭和22年）4月 - 寺井野町立寺井中学校併置（寺井小学校に併設）
- 1951年（昭和26年）4月 - 寺井野町外三ヶ村学校組合立寺井中学校併置。寺井、吉田、粟生、久常各小学校に教場を設ける
- 1956年（昭和31年）9月 - 町村合併により寺井野町外三ヶ村学校組合立寺井中学校を廃止し、寺井町立寺井中学校設置
- 2005年（平成17年）2月 - 能美郡根上町、寺井町、辰口町の3町合併により能美市誕生。市制施行に伴い、能美市立寺井中学校となる。

## 部活動
運動部
- 野球部
- 男子バレーボール部
- 女子バレーボール部
- 男子バスケットボール部
- 女子バスケットボール部
- 陸上競技部
- 男子ソフトテニス部
- 女子ソフトテニス部
- 男子ハンドボール部
- 女子ハンドボール部
- サッカー部（部員集め停止）
- 剣道部　（部員集め停止）

　(* 社会体育部)
文化部
- 吹奏楽部
- 美術部
- 華道部
- 茶道部
- 陶芸部
- 国際交流部

## 出身者
- 浅田雅子 - 元飛込競技選手。ソウルオリンピック日本代表
- 山下美沙子 - 元飛込競技選手。
- 京田陽太 - プロ野球選手
- 高木京介 - プロ野球選手

## 交通アクセス
- 北陸本線 能美根上駅下車